# Feldmarschall-Leutnant
 (décembre 2016).

Insigne de col de Feldmarschalleutnant de l'Armée commune.

 Feldmarschall-Leutnant est un grade militaire apparu dans l'armée du Saint-Empire romain germanique.

## Terminologie
Il est parfois écrit sans tiret Feldmarschalleutnant, en abrégé FML. Historiquement nommé Feldmarschall-Lieutenant, puis Feldmarschalleutnant à partir de 1867 dans les communiqués de l'administration militaire impériale et royale, le grade apparaît au XVIIe siècle en même temps que celui de Generalfeldmarschall ou Feldmarschall. Le chef des armées avait l'habitude de nommer un Untermarschall ou Lieutenant chargé de seconder le Feldmarschall et le cas échéant de le représenter. Ses obligations comprennent la surveillance des lieux de ravitaillement et des routes, le contrôle des gardes, etc.

## Histoire
Le grade est en vigueur dans l'armée impériale des Habsbourg, l'armée du Saint-Empire romain, du XVIIe siècle jusqu'en 1806, dans l'armée de l'empire d'Autriche de 1804 à 1866, et dans l'armée austro-hongroise de 1867 à 1918. Dans cette dernière, il est jusqu'à l'introduction du grade de Generaloberst en 1915 le deuxième plus important grade de général derrière ceux de Feldzeugmeister, de General der Infanterie ou de General der Kavallerie. Dans les armées où le grade de Generalfeldmarschall existe, celui de Feldmarschall-Leutnant est rétrogradé au troisième rang.
Dans l'Armée commune de l'Autriche-Hongrie, le grade correspond à celui de lieutenant-général de l'armée prussienne. Le Feldmarschall-Leutnant est le plus souvent chargé d'une division. On s'adresse à lui et on le désigne en l'appelant « Son Excellence » (Exzellenz).
En Autriche, le grade subsiste de 1918 à 1919 car Adolf von Boog (de) est déjà Feldmarschall-Leutnant quand il devient commandant en chef de l'armée provisoire Deutschösterreichisches Volkswehr (1918-1920). L'armée fédérale de la première république d'Autriche adopte en 1920 les grades et insignes de grades allemands. Ce n'est qu'en 1933 que sont réintroduits les grades, insignes et uniformes traditionnels autrichiens, dont le titre de Feldmarschall-Leutnant, et ce jusqu'en 1938.
Le grade s'est maintenu dans l'armée hongroise sous le nom hongrois Altábornagy. Il y est considéré comme le deuxième grade d'officier général et correspond à celui de général de corps d'armée.